# Pachidermi e pappagalli
Singles de Francesco Gabbani
Tra le granite E le granate
(2017)
Pachidermi e pappagalli est un single du chanteur et auteur-compositeur italien Francesco Gabbani, sorti le 15 septembre 2017. 
Après Occidentali's Karma et Tra le granite E le granate, c'est le troisième single à être extrait de son troisième album studio Magellano.

## La chanson
La chanson aborde sous couvert de l'ironie le thème du complotisme, de la propension des gens à croire les canulars qui circulent sur internet, et d'avoir une théorie sur tout faite de clichés,.

## Clip
Le clip réalisé par Andrea Folino et produit par la Lebonsky Agency, a été publié le 15 septembre 2017 sur la chaîne YouTube de Francesco Gabbani. Le tournage s'est déroulé en mer près des côtes sardes, entre Olbia et Golfo Aranci.
À la fin de la vidéo, apparaît le rappeur italien Salmo dans le rôle d'un agent d'entretien.

## Pistes
| 1. | Pachidermi e pappagalli | Francesco Gabbani, Fabio Ilacqua, Luca Chiaravelli, Filippo Gabbani | 3:23 |